# 남해 물건리 방조어부림
남해 물건리 방조어부림(南海 勿巾里 防潮魚付林)은 대한민국 경상남도 남해군 삼동면 물건리에 있는 천연기념물이다. 이 숲의 길이는 1500m이고 폭은 30m이다. 숲은 바다를 앞에 두고 뒤편에는 농경지가 넓게 자리 잡았다. 이 숲은 1640년경, 전주 이씨 후손 등 마을 주민들이 심어 놓은 것이다. 숲이 그늘을 만들어 물고기를 불러들이는 어부림(魚付林) 역할을 한다.

## 개요
물건리 방조어부림은 해안을 따라 펼쳐진 길이 약 1,500m, 폭 30m의 숲으로 약 300년 전에 마을 사람들이 심어놓은 것이다.
물건방조어부림을 이루고 있는 식물들로는 높이 10∼15m인 팽나무·푸조나무·참느릅나무·말채나무·상수리나무·느티나무·이팝나무·무환자나무 등의 낙엽활엽수와 상록수인 후박나무가 주를 이루고 있다. 그 밖에 소태나무·때죽나무·가마귀베개·구지뽕나무·모감주나무·생강나무·검양옻나무·초피나무·윤노리나무·갈매나무·쥐똥나무·붉나무·누리장나무·보리수나무·예덕나무·병꽃나무·두릅나무·화살나무 등의 낙엽활엽수와 청미래덩굴·배풍등·청가시덩굴·댕댕이덩굴·멀꿀·복분자딸기·계요등·노박덩굴·개머루·송악·마삭줄 등의 덩굴식물류가 자라고 있다.
물건방조어부림은 강한 바닷바람과 해일 등을 막아 농작물과 마을을 보호하기 위해 인공적으로 만들어진 숲이며, 물고기가 살기에 알맞은 환경을 만들어 물고기 떼를 유인하는 어부림의 구실도 하고 있다. 마을사람들은 이 숲이 파괴되면 동네가 피해를 입는 사실을 알고 숲의 보호에 힘쓰고 있다. 이와같이 이 숲은 우리 선조들이 자연을 이용한 지혜를 알 수 있는 자료로서 문화적 가치가 크므로 천연기념물로 지정하여 보호하고 있다.

## 같이 보기
- 물건항